# Serra Negra
Serra Negra è un comune del Brasile nello Stato di San Paolo, parte della mesoregione di Campinas e della microregione di Amparo.

## Storia
Serra Negra fu fondata il 23 settembre 1828 da Lourenço Franco de Oliveira (1775-1833), quando ricevette la concessione di una capela curada (termine che istituisce una parrocchia) dal vescovo di Mogi Mirim, Dom Manoel Joaquim Gonçalves de Andrade. Il 12 marzo 1841 la cappella, costruita sui terreni dell'attuale quartiere di Três Barras, fu elevata alla categoria di freguesia (villaggio sotto aspetto ecclesiastico).
Il 24 marzo 1859, Serra Negra fu elevata alla categoria di vila e i rispettivi abitanti furono obbligati a costruire un carcere e un municipio a proprie spese. La prima seduta del municipio si tenne il 7 settembre 1859. Con la legge n. 113 del 21 aprile 1885, il villaggio di Serra Negra fu elevato alla categoria di città (cidade). Inizialmente, i contadini che vivevano a Serra Negra coltivavano cereali. Nel 1873 iniziò la coltivazione del caffè su larga scala.
A partire dal 1880, le prime famiglie di immigrati italiani cominciarono ad arrivare per lavorare nelle piantagioni di caffè, cambiando totalmente le caratteristiche portoghesi della colonizzazione e rivelando che la tradizione italiana era un fattore predominante nel contribuire alla cultura locale.
Nel marzo 1892 fu inaugurato il ramo ferroviario della Compagnia Mogiana. La locomotiva percorreva il tragitto da Serra Negra a Campinas. Oltre al trasporto dei passeggeri, il prodotto principale trasportato era il caffè. La linea fu disattivata nel 1956, quando le autostrade del Paese erano già state sviluppate su larga scala. Negli anni 1920, l'economia brasiliana cominciava già a subire gli effetti della sovrapproduzione di caffè: i prezzi bassi e la scarsa qualità del caffè erano le cause principali della sovrapproduzione. Il calo dei prezzi e la scarsa qualità del prodotto, sommati al crollo della Borsa di New York nel 1929, portarono alla decadenza dell'economia brasiliana del caffè.
Serra Negra, pur risentendo della crisi del caffè, aveva già ricevuto i primi benefici dalla scoperta delle qualità terapeutiche delle acque minerali della Fontana di Sant'Antonio scoperta da Luiz Rielli. La scoperta delle proprietà radioattive delle acque nel 1928 portò alla creazione, nel 1930, di un padiglione idroterapico costruito accanto alla grandiosa fontana. La sua composizione minerale, combinata con piccole dosi di radioattività, rivelò che le acque minerali di Serra Negra erano indicate per i più diversi trattamenti sanitari. Il riconoscimento della qualità delle acque minerali portò alla denominazione di Serra Negra, da parte dell'allora Presidente della Repubblica Washington Luís, come "Città della Salute". Nel 1938, il decreto firmato dall'allora governatore, Ademar de Barros, elevò Serra Negra alla categoria di Stazione idro-minerale e climatica, che ad oggi è la principale attività economica del comune, seguito dall'agricoltura, con predominanza della coltivazione del caffè.
Nel 1962, il medico nazista Josef Mengele, fuggito in Sud America, acquistò a Serra Negra un'azienda agricola per la produzione di caffè e bestiame.

## Monumenti e luoghi d'interesse
- Chiesa di Nostra Signora del Rosario
- Chiesa di San Benedetto
- Chiesa di San Francesco d'Assisi
- Monumento del Cristo redentore, raggiungibile con una seggiovia
- Fontana di Trevi, riproduzione della celebre fontana di Roma, in scala ridotta (20,4 metri di larghezza per 11,4 metri di altezza, con la vasca di 370 m²)

## Religione
Il Cristianesimo è presente nel comune come segue:

### Cattolicesimo
La chiesa cattolica nel comune fa parte della Diocesi di Amparo.

### Protestantesimo
In città sono presenti le credenze evangeliche più diverse, principalmente pentecostali, compresa la Chiesa Assemblee di Dio brasiliana (la più grande chiesa evangelica del paese), Chiesa Congregazione cristiana nel Brasile, tra gli altri. Queste denominazioni crescono sempre di più in tutto il Brasile.